# 羽曳野市立丹比小学校
羽曳野市立丹比小学校（はびきのしりつ たんぴしょうがっこう）は、大阪府羽曳野市にある公立小学校。

## 沿革
- 1872年2月1日 - 河内国第二十一区小学校として開校。
- 1889年4月1日 - 丹南郡丹比尋常小学校と称する。
- 1896年4月1日 - 郡の合併により、南河内郡丹比尋常小学校と称する。
- 1941年4月1日 - 国民学校令により、南河内郡丹比国民学校に改称。
- 1947年4月1日 - 学制改革により、丹比村立丹比小学校に改称。校区は当時の丹比村全域。
- 1956年9月30日 - 町村合併により南大阪町立丹比小学校と改称。旧埴生村の一部を校区に編入。
- 1959年1月15日 - 羽曳野市の市制施行により、羽曳野市立丹比小学校に改称。
- 1959年3月 - 多治井地区、美原町への分離編入に伴い校区から分離。同地区を美原町立黒山小学校校区へ編入。

## 通学区域
- 羽曳野市 郡戸、伊賀（番地表示地域）、野（一部）、河原城（一部）、埴生野（一部）、向野（番地表示地域の一部）、樫山（一部）

卒業生は羽曳野市立河原城中学校に進学する。

## 出身者
- 朝井まかて
- 浅田あつこ
- 笑福亭仁智

## 交通
- 近鉄バス 郡戸バス停。
- 近鉄南大阪線 高鷲駅 南西へ約3km。